# 鮑比·尚茨

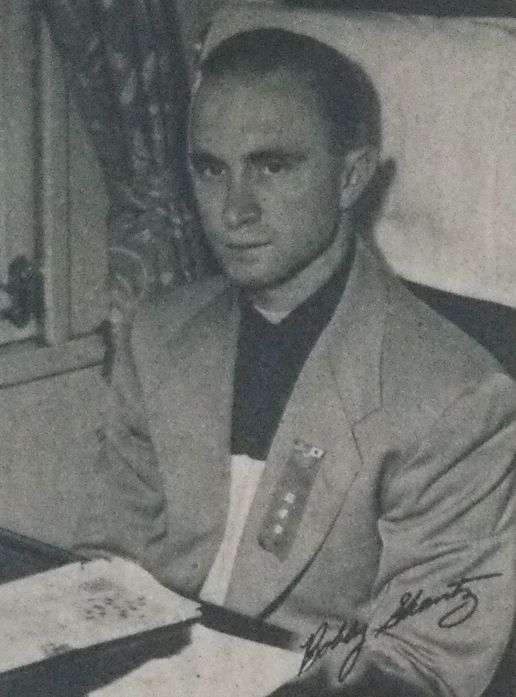
尚茨於1951年訪日時

羅伯特·克萊頓·尚茨（英語：Robert Clayton Shantz，1925年9月26日—），是一名前美国職業棒球投手，曾效力於美國職棒費城運動家（1949年–1956年）、紐約洋基（1957年–1960年）、匹茲堡海盜
（1961年）、休士頓太空人（1962年）、聖路易紅雀（1962年–1964年）、芝加哥小熊（1964年）、費城費城人（1964年）等隊。
只有5呎6吋高（約1.68公尺）的尚茨，在職業生涯中創造了119勝場，99敗場的成績，他的生涯總防禦率（ERA）為 3.38。

## 外部連結
- 球員資訊和成績在MLB ，ESPN ，Retrosheet ，Baseball Reference ，Baseball Reference (Minors) ，Fangraphs ，The Baseball Cube （英文）
- 鮑比·尚茨 （页面存档备份，存于） 於美國棒球研究學會（英语：Society for American Baseball Research）的頁面